# Kishim (huyện)
Kishim là một huyện thuộc tỉnh Badakhshan, Afghanistan. Dân số thời điểm năm 1999 là 84,92 người.